# Gartenflora

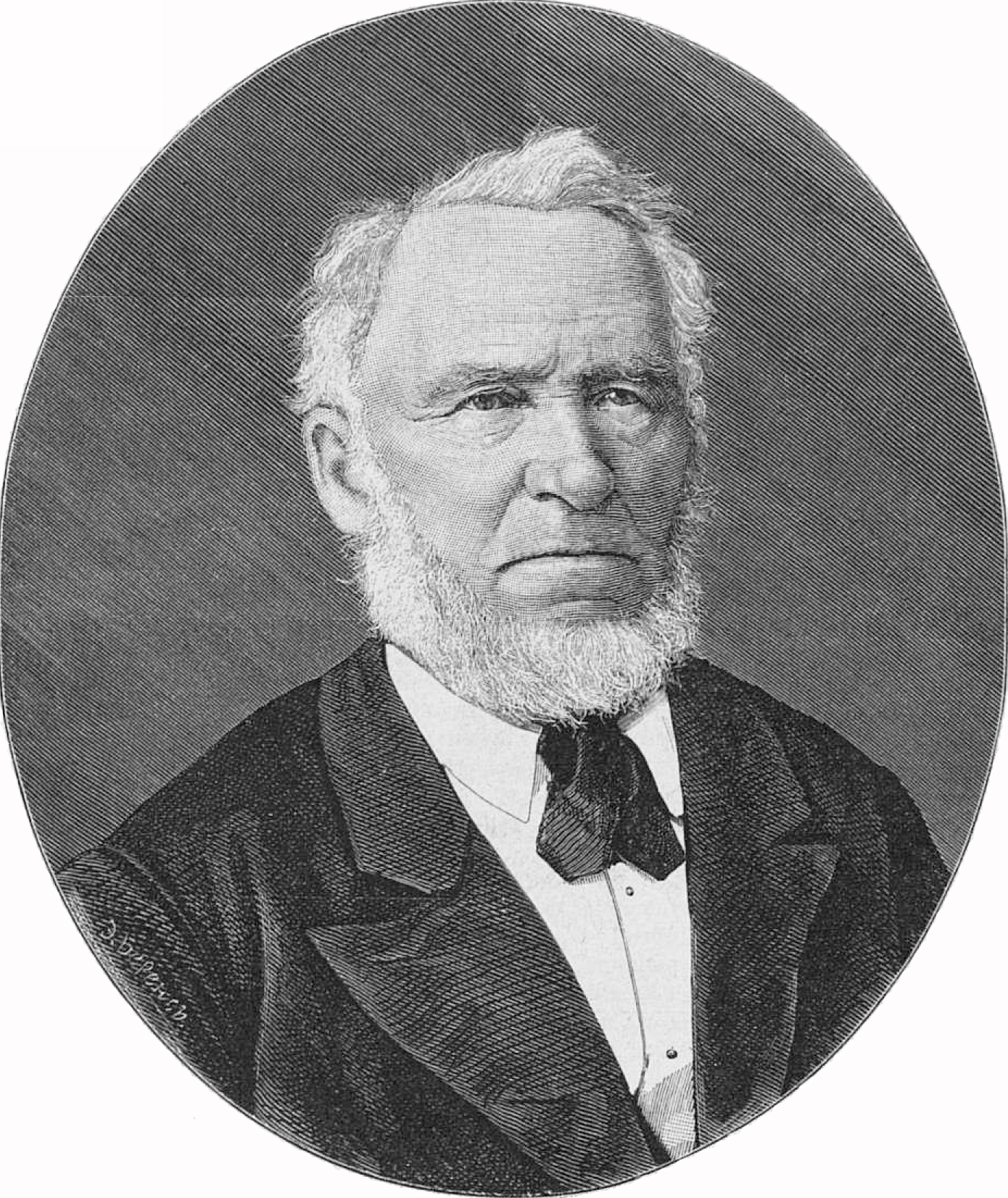
Portrait de Regel, fondateur de Gartenflora

Gartenflora est une revue mensuelle illustrée de botanique et d'horticulture fondée en 1852 par Eduard von Regel (futur directeur du jardin botanique impérial de Saint-Pétersbourg de 1875 à sa mort en 1892) éditée en allemand. Elle est d'abord éditée à Erlangen par la maison d'éditions Ferdinand Enke, puis publiée sous la responsabilité de la Société russe d'horticulture de Saint-Pétersbourg, à partir de 1860, cinq ans après l'installation de Regel à Saint-Pétersbourg, jusqu'en 1868, date à laquelle la Société change de nom, devenant la Société d'horticulture impériale de Saint-Pétersbourg (1869-1894). Elle est ensuite éditée à Berlin par la Société d'horticulture de Prusse (Verein zur Beförderung des Gartenbaues in den preussischen Staaten) de 1894 à 1910 et de 1911 à 1940 par la Société d'horticulture allemande (Deutsche Gartenbau-Gesellschaft).
Au début, Eduard von Regel était assisté pour la partie allemande des botanistes Hermann Jäger Hofgärtner d'Eisenach (jardinier à la cour d'Eisenach) et pour la partie suisse d'Eduard Ortgies, jardinier-en-chef du jardin botanique de Zurich, auxquels se joignent d'autres botanistes par la suite comme Carl Bouché, inspecteur du jardin botanique de Berlin ou Fr. Francke jardinier-en-chef du jardin botanique royal d'Erlangen.
La revue a cessé de paraître entre juin et octobre 1920, entre septembre et décembre 1923 et définitivement en 1940. Son abréviation botanique est Gartenfl.